# Bleiken
Bleiken (toponimo tedesco) è una frazione del comune svizzero di Sulgen, nel Canton Turgovia (distretto di Weinfelden).

## Storia

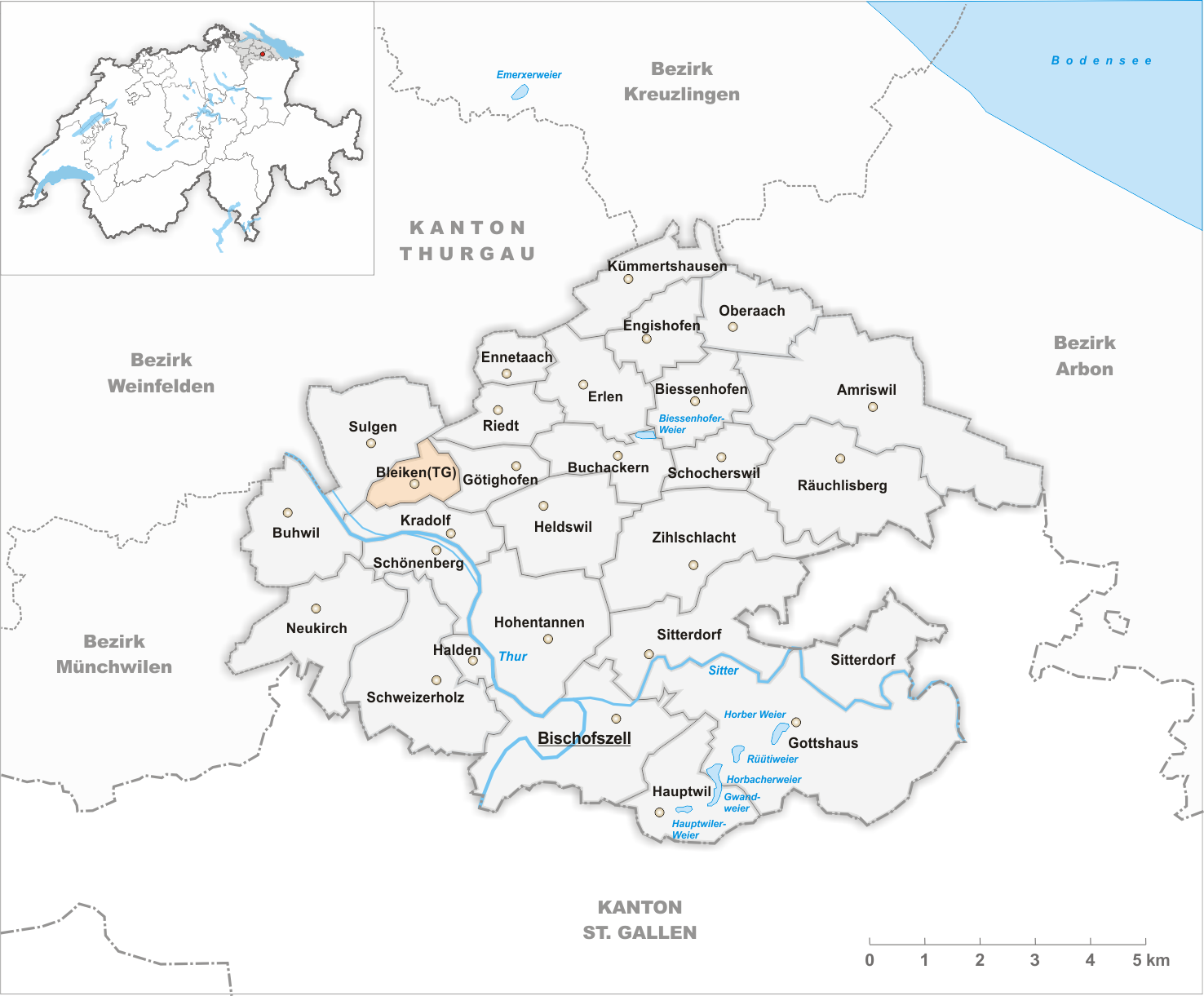
Il territorio del comune di Bleiken prima degli accorpamenti comunali del 1964

Già comune autonomo (Ortsgemeinde) che apparteneva al distretto di Bischofszell e che comprendeva anche la frazione di Befang, nel 1964 è stato aggregato al comune di Sulgen.

## Società

### Evoluzione demografica
L'evoluzione demografica è riportata nella seguente tabella:
Abitanti censiti

## Amministrazione
Ogni famiglia originaria del luogo fa parte del cosiddetto comune patriziale e ha la responsabilità della manutenzione di ogni bene ricadente all'interno dei confini della frazione.